# フンフルトゥ

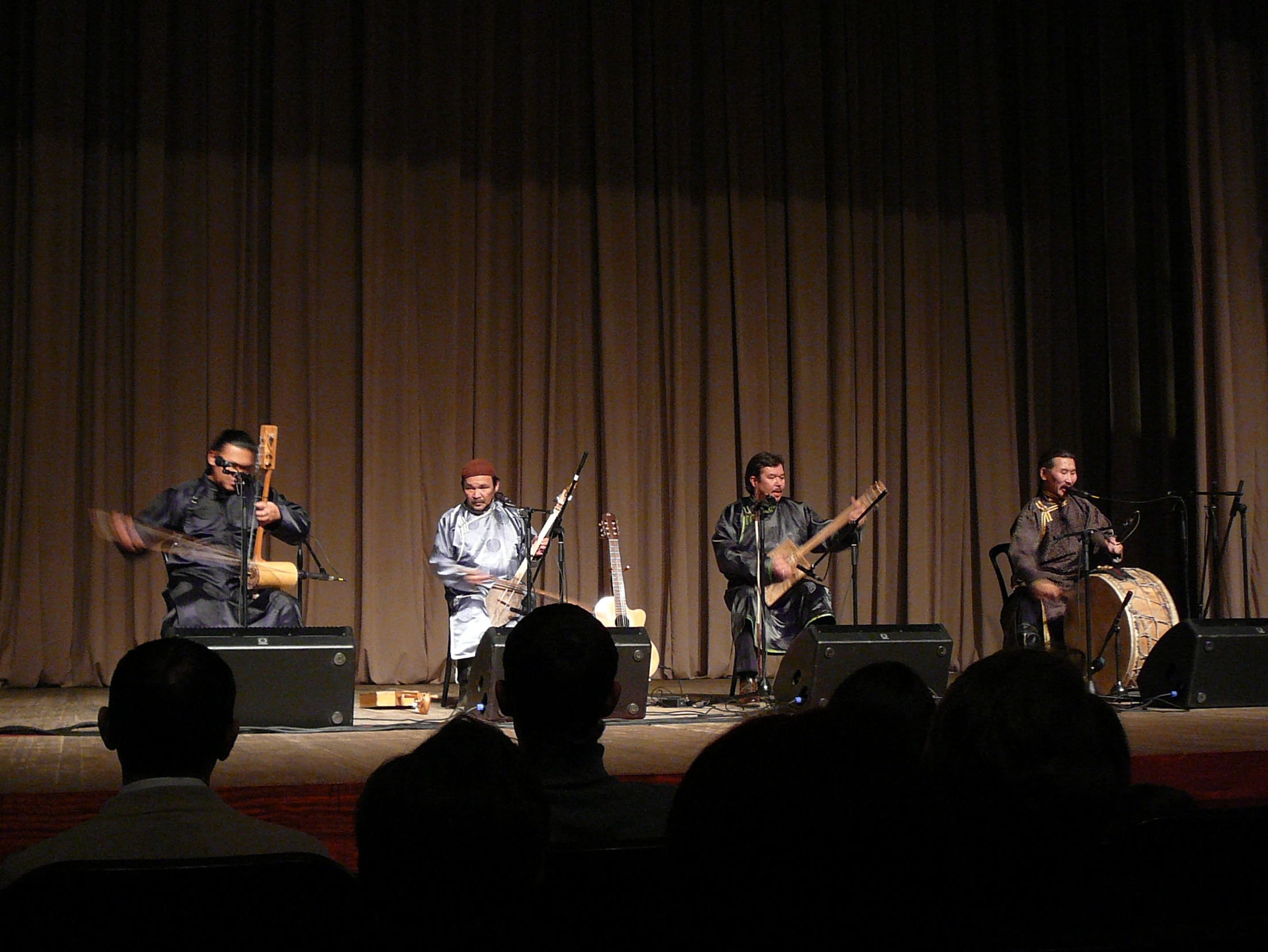

フンフルトゥ（トゥバ語：Хүн Хүртү、Кунгуртуг、ロシア語：Хуун-Хуур-Ту、英: Huun-Huur-Tu）は、ロシア連邦トゥバ共和国の音楽ユニット。
トゥバの喉歌であるフーメイのさまざまなテクニックと、トゥバの民族楽器ドシプルール （撥弦楽器）、イギル （弓奏楽器）、ブザーンチゥ（四胡）、ケンギルゲ（大太鼓）、ホムスやギターなどを駆使したユニークなアンサンブルを聞かせる。

## メンバー
- カイガルオール・ホバルグ (Kaigal-ool Khovalyg) - フーメイ、イギル、ドシプルール
- サヤン・バパ (Sayan Bapa) – フーメイ、イギル、ドシプルール、アコースティック・ギター
- アレクセイ・サルグラル (Aleksei Saryglar) – フーメイ、ケンギルゲ、イギル、シゥングラーシ、ドゥユグ、ハップチゥック
- ラジク・テュリュシ (Radik Tülüsh) – フーメイ、イギル、ブザーンチゥ

## アルバム

### スタジオ・アルバム
- 1993 60 horses in my herd. Shanachie 64050, Schanachie Entertainment Corp.

- 1994 The orphan’s lament. Shanachie 64058, Schanachie Entertainment Corp.

- 1996 Fly, fly my sadness. Shanachie 64071, Shanachie.（ブルガリアン・ヴォイス アンジェリーテと）

- 1997 If I’d been born an eagle. Shanachie 64080, Schanachie Entertainment Corp.

- 1999 Where young grass grows. Shanachie 66018, Schanachie Entertainment Corp.

- 2002 Spirits from Tuva JARO 4243-2, JARO.

- 2003 Huun Huur Tu / Malerija. GRCD-2003-1, GreenWave Records.（マレリヤと）

- 2004 Altai Sayan Tandy-Uula. GreenWave Records.

- 2008 Mother-earth! Father-sky!. JARO 4281-2, JARO.（サインホ・ナムチゥラクと）

- 2009 Eternal. 65690100112, Electrofone Music / GreenWave Music.（カルメン・リッツォと）

- 2010 Ancestors call. 468107, World Village / GreenWave Music.

### ライブ・アルバム
- 2001 Best # live. JARO 4236-2, JARO.
- 2002 More live. JARO 4246-2, JARO.

### ベスト・アルバム
- 2003 Best collection. SHA 66018, Schanachie Entertainment Corp.

## 共演者
フランク・ザッパ、ジョニー・ワトソン、クロノス・カルテット、ハズマット・モディーン、チーフタンズ、アンジェリテ、カルメン・リッツォ、ライ・クーダー、ゴンチチ、鼓童、山下洋輔

## 楽曲使用
- 「Geronimo: An American Legend」（1993、コロンビア ピクチャーズ）
- 「どろろ」（2007、東宝）

## 受賞
イギリスBBCのAWARDS FOR WORLD MUSIC受賞候補（2004年と2008年）

## リンク
- フンフルトゥ Huun Huur Tu (日本語公式サイト)　リンク切れ